# 寒河江時氏
寒河江 時氏（さがえ ときうじ）は南北朝時代から室町時代の武将。初めて寒河江氏を称したとされる。寒河江氏8代。寒河江城主初代。

## 生涯

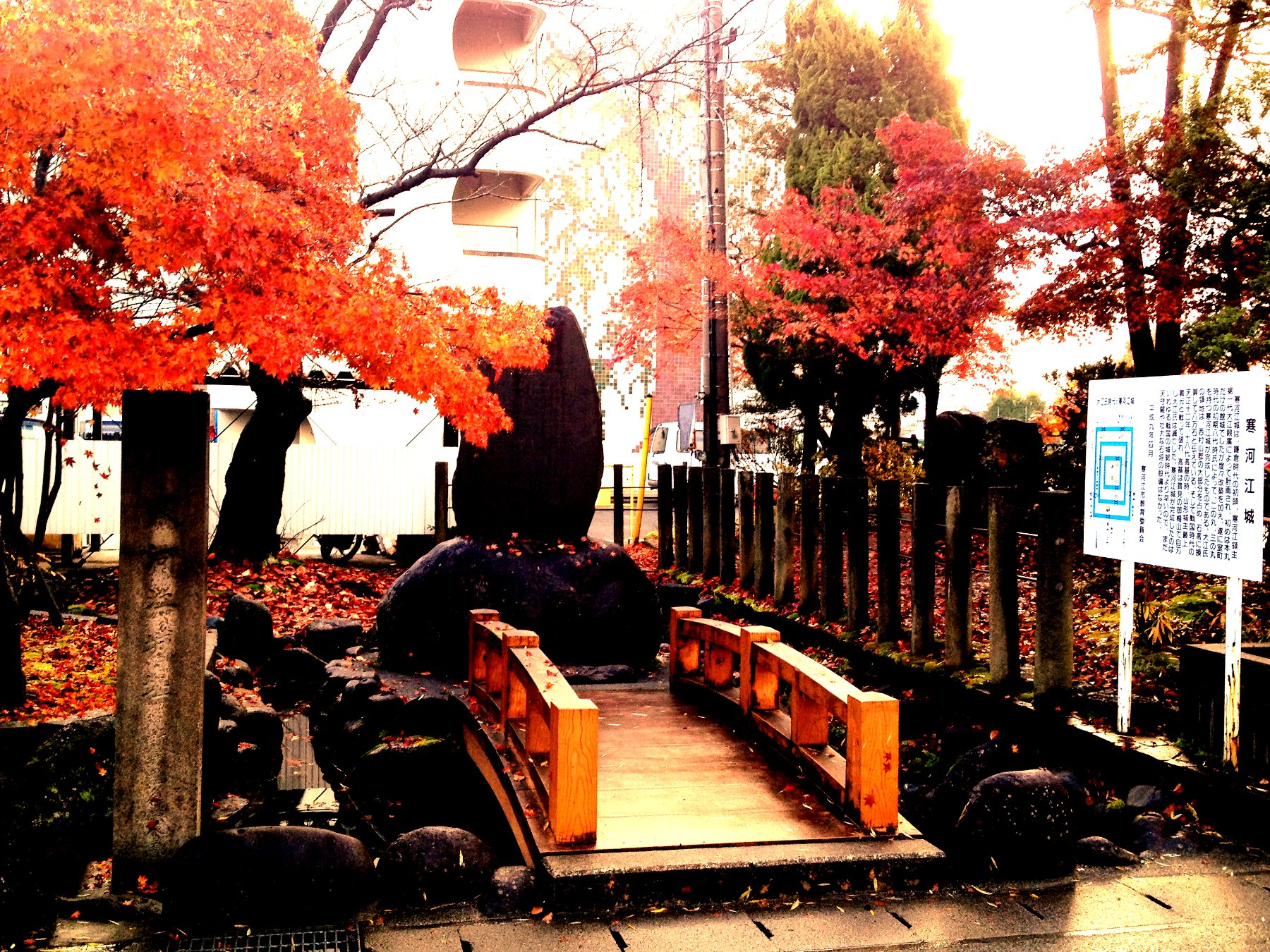
寒河江城跡

応安元年／正平23年（1368年）漆川の戦いが勃発すると、長兄大江茂信を総大将とし斯波兼頼・大崎直持の軍に当たるが一族61名が自害する大敗を喫する。三人の兄はこの戦いで自害してしまうが、時氏は病に臥せり吉川楯（山形県西村山郡西川町）に在ったため兄弟中唯一生き残る。漆川の戦いから5年後の応安6年／文中2年（1373年）、父大江時茂が北朝側に和を乞い降ることを遺命して生涯を閉じたため、時氏は嫡男元時を人質として鎌倉公方足利氏満の元に送り本領安堵一家正嫡の御教書を受けた。この時、寒河江の名乗りを初めて使用したとされる。時氏は自らを長兄大江茂信の養子（猶子）として家督を継ぎ、遺児（家広）を吉川の寒河江大江氏宗廟の別当として、阿弥陀堂を守らせたという。
その後、寒河江城の堀を整備をするにあたり、寒河江川右岸の二の堰（八鍬堰）を整備したという。豊富な寒河江川の水を灌漑に利用することにより、寒河江川扇状地右岸の水田開発が行われた。
康暦2年／天授6年（1380年）伊達氏が長井氏領置賜郡に侵攻したため、鎌倉公方足利氏満の命により近隣諸侯は長井氏を救援し伊達氏を退却させた。しかし、至徳2年／元中2年（1385年）再度の伊達氏の侵攻により長井氏は置賜郡を失い滅亡してしまう。この結果寒河江氏は五百川渓谷を通じて伊達氏と領地を接することとなり、寒河江荘西南方左沢楯山城などの重要性が増すこととなった。
元中8年/明徳2年（1391年）9月10日に没し、跡を鎌倉で9年を過ごした元時が継いだ。

## 系譜
- 父： 大江時茂 - 少輔太郎。上総介、従五位下。法名：養庵宥山。
- 養父：大江茂信 - 実兄。式部少輔、従五位上。漆川の戦いで自害。法名：慶位。
- 母： 不詳
- 妻： 不詳
  - 寒河江元時 - 長男。太郎四朗修理亮。人質として鎌倉で9年を過ごす。出羽守。法名：宝幢寺大寧寺公。
  - 高屋元詮 - 2男。高屋六郎上総介。高屋氏の祖。

## 関連資料
- 寒河江市史編纂委員長　阿部酉喜夫　『寒河江大江氏』、1988
- 寒河江市史編さん委員会　『寒河江市史　上巻』、1994
- 寒河江市史編さん委員会　『寒河江市史　大江氏ならびに関係史料』、2001